# Morti nel 1140
| Questa pagina contiene informazioni ricavate automaticamente dalle voci biografiche con l'ausilio del template Bio e di un bot. L'aggiornamento è periodico e automatico e ricostruisce completamente la pagina. Se manca una persona in questa lista, sei pregato di non aggiungerla, ma accertati piuttosto che la sua voce biografica contenga il template Bio e che i dati anagrafici siano correttamente compilati. Se il template Bio manca, inseriscilo tu stesso o, in alternativa, metti l'avviso {{tmp\|Bio}} che ne segnala la mancanza. Se i dati riportati sono sbagliati, correggi direttamente la voce biografica; le modifiche saranno visibili in questa lista entro pochi giorni. Per chiarimenti vedi il progetto biografie. La lista contiene solo le 14 persone che sono citate nell'enciclopedia e per le quali è stato implementato correttamente il template Bio. Pagina aggiornata al 27 gen 2025. |

- 12 gennaio - Ludovico I di Turingia, nobile tedesco
- 6 febbraio - Thurstan, vescovo cattolico francese
- 13 febbraio - Guglielmo di Weimar-Orlamünde, nobile tedesco (n. 1112)
- 14 febbraio - Leone I d'Armenia, principe
- 14 febbraio - Sobeslao I di Boemia, sovrano boemo
- 9 aprile - Gaucherio di Aureil, religioso francese
- 20 maggio - Guido della Gherardesca, religioso e santo italiano (n. 1060)
- 29 giugno - Pietro I di Tarantasia, abate e arcivescovo cattolico francese
- 16 settembre - Vulgrin II d'Angoulême, conte
- 16 novembre - Simeone, abate italiano
- Amaury IV di Montfort, nobile e militare francese
- Toba Sōjō, artista giapponese (n. 1053)
- Alberto Malaspina, generale italiano
- Riccardo III di Gaeta, duca normanno